# 作田駿介
作田 駿介（さくた しゅんすけ、2002年1月16日 - ）は、ジャパンラグビーリーグワン静岡ブルーレヴズに所属するラグビー選手。

## プロフィール
- 福岡県出身[1]。
- ポジションはフッカー(HO)。
- 身長 175 cm、体重 104 kg

## 略歴
市川ラグビー少年団りとるキングで5歳からラグビーを始めた。また中学時代、クボタスピアーズ主催U15育成プログラムに参加経験がある。
2020年、流経大柏高校卒業後、流通経済大学に入る。なお流経大柏高校時代、主将を務めた。
2023年、流通経済大学ラグビー部の副将に就任。
2024年、アーリーエントリーで静岡ブルーレヴズに加入。同年3月2日に行われたJAPAN RUGBY LEAGUE ONE第8節埼玉パナソニックワイルドナイツ戦にて途中出場でリーグワン公式戦初出場を果たした。